# Jean Michelin (Maler, 1623)
Jean Michelin (auch: Jean III Michelin; * um 1623 in Langres; † 1. März 1696 auf der Insel Jersey) war ein französischer Maler und herzoglich braunschweig-lüneburgischer Hofmaler.

## Leben
Michelin war Mitglied einer hugenottischen Familie und wurde im ersten Viertel des 17. Jahrhunderts in der französischen Stadt Langres in eine Künstlerfamilie hineingeboren. Er war ein Sohn des gleichnamigen Malers Jean Michelin. Er war der jüngere Bruder des gleichnamigen, 1616 geborenen Malers Jean Michelin und des Charles Michelin.

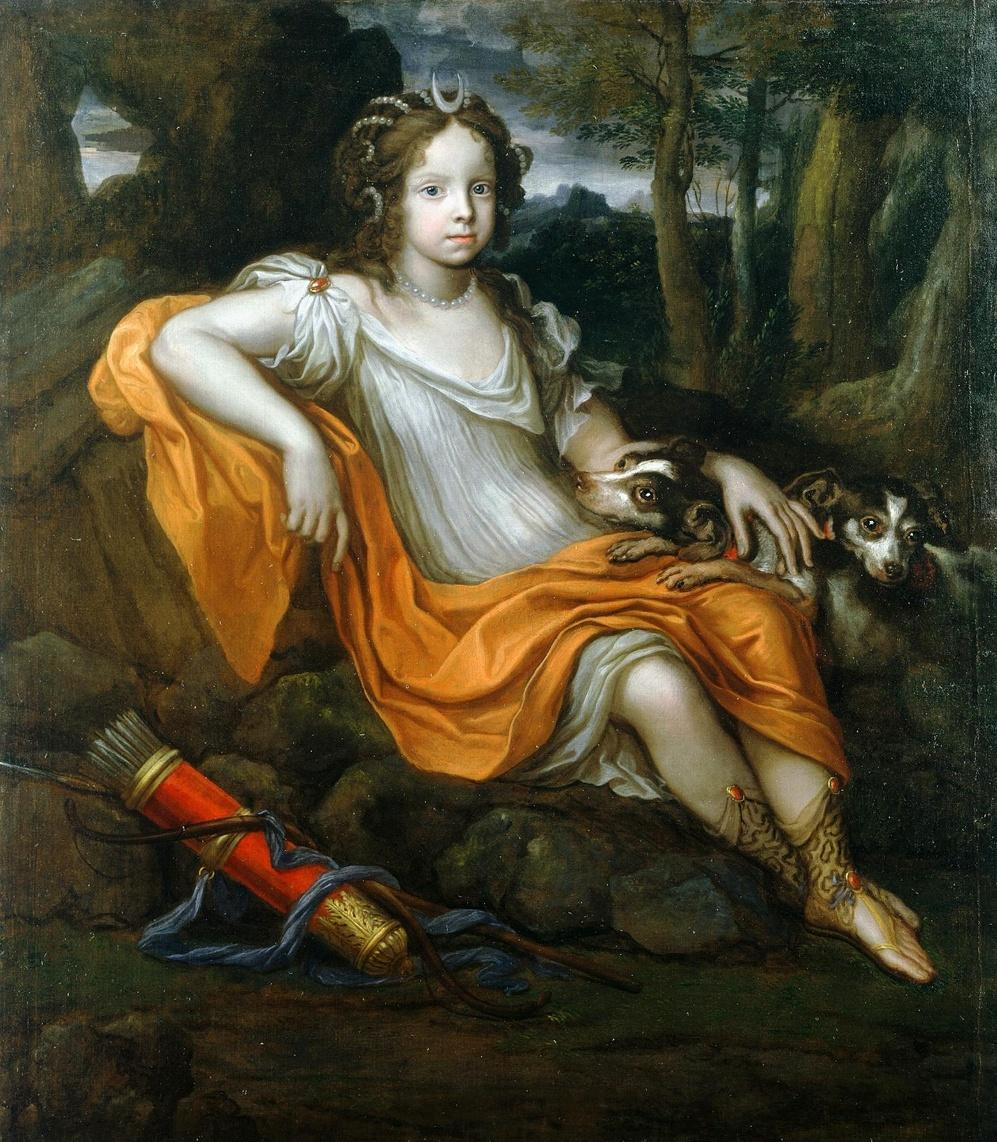
Charlotte Felicitas von Braunschweig-Lüneburg als Diana

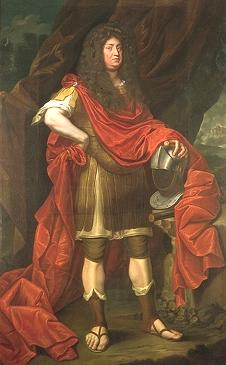
Herzog Johann Friedrich (1625–1679);
Ölgemälde eines unbekannten Künstlers nach Jean Michelin aus der Zeit zwischen 1670 und 1680; im Besitz des Historischen Museums Hannover

Michelin durchlief eine Ausbildung in Paris, bevor er sich um 1650 in Italien zu einer Studienreise in Rom aufhielt. Durch seine Präsentation einer „Allégorie du marriage du Roi aujourd'hui perdue“ wurde er am 7. August 1660 in die  Académie française aufgenommen und machte zunächst in Paris Karriere.
Ab 1668 und – mit Unterbrechungen – bis 1686 war Jean Michelin als Hofmaler in Hannover tätig. In der Residenzstadt des seinerzeitigen Fürstentums Calenberg schuf er zahlreiche Porträts der Familie der Welfen sowie von Mitgliedern der Hofgesellschaft.
Zunächst war es Herzog Johann Friedrich, unter dem im Jahr 1779 das erste Gemäldeverzeichnis der Residenzstadt angefertigt wurde, der Jean Michelin als Hofmaler in Hannover engagierte. So entstanden die Gemälde mit dem Herzog und seiner Gattin, während die vier Töchter des Paares in einem mythologischen Kontext dargestellt wurden.
Michelin lieferte aber auch Entwürfe für Tapeten zur Ausgestaltung des herzoglichen Schlosses. So wurde er einerseits in das Verzeichnis der Architekten und Künstler des Leineschlosses aufgenommen. Hauptsächlich aber arbeitete er als Bildnismaler, wofür sich insbesondere im Schloss Herrenhausen Beispiele erhalten hatten.
Als Zeitgenosse des hannoverschen Hofrates Gottfried Wilhelm Leibniz schuf Jean Michelin von dessen Dienstherrn Johann Friedrich ein Ganzkörperbild des Regenten mit Ritterhelm als barocke Vorlage für das im Zeitraum zwischen 1670 und 1680 von einem unbekannten Künstler geschaffene Gemälde, das seinen Weg in das Historische Museum Hannover fand.
1674 schuf Robert Nanteuil einen Kupferstich nach einem Gemälde Michelins. Nach dem Tod des Monarchen entwickelte Leibniz ein eigenes Bildprogramm für das Staatsbegräbnis und holte hierfür eigens den Kupferstecher Johann Georg Lange aus Hamburg zurück nach Hannover, um das Ereignis dokumentarisch festzuhalten. In dem schließlich 1685 herausgegebenen Bildband IIusta Funebria Serenissimo Principi Joanni Friderico Brunsvicensium Et Luneburge … fanden sich neben ebenjenem von Robert Nanteuil nach Jean Michelin gefertigten Kupferstich aus dem Jahr 1674 weitere 86 Stiche von Johann Georg Lange nach Bildvorlagen von Michelin.